# Melings

Mapa del Peloponnese durant l'edat mitjana.

Els Melings (Melingoi o Milingoi, grec Μηλιγγοί) foren una tribu eslava que es va establir al Peloponès al sud Grècia durant l'edat mitjana. A les primeres dècades del segle vii, les tribus eslaves (Sclaveni) es van establir a tot els Balcans després del col·lapse de la defensa de la frontera del Danubi de l'Imperi Romà d'Orient i alguns grups van arribar fins al sud del Peloponès. Els Sclaveni sovint es van assentar en grups reduïts (és a dir, famílies i clans) i el seu impacte demogràfic a la Grècia continental fou feble i difús. D'aquests sclavoni es coneixen dos grups pel nom, per fonts posteriors: els Melingoi i els Ezeritai; els melings o Melingoi es van establir als vessants occidentals del mont Taygetos. Es desconeix l'origen i l'etimologia del nom "Melingoi".

## Història
Igual que els Ezeritai, els Melingoi s'esmenten per primera vegada a Sobre l'administració de l'imperi, un manual sobre l'estat escrit per l'emperador romà d'Orient Constantí VII Porfirogènit (r. 945-959). L'emperador registra que en el seu temps van pagar un tribut de 60 nomismata d'or, però que després d'haver-se revoltat i de ser derrotats, durant el regnat de Romà I Lecapè (regnat 920–945), per l'estrateg Krinites Arotras, van haver de pagar 600 nomismata . Sota el domini romà d'Orient, els Melingoi van conservar una existència autònoma, però van adoptar el cristianisme i es van convertir en un poble hel·lenitzat en llengua i cultura.
Durant el període de la dominació franca dels segles xiii–xiv, van ser emprats tant pels senyors francs del Principat d'Acaia com pels romans d'Orient del despotat de Morea com a soldats. Per exemple, segons la  Crònica de Morea , el príncep Guillem II de Villehardouin (regnat 1246–1278) va atorgar al "gran" droungos la "exempció pels Melingoi de tots els deures excepte el servei militar. Els Melingoi encara estan atestats durant la dècada de 1330 en diverses inscripcions del fundador adscrites a esglésies de Lacònia. Un d'ells, Constantí Spanes, de la notable família Spanes, s'anomena tzaousios dels droungos dels Melingoi, la qual cosa implica la seva existència continuada com a comunitat separada. N. Nicoloudis identifica el tema baixmedieval i medieval de Kinsterna o Giserna (del llatí cisterna) amb la zona dels Melingoi al nord-oest península de Mani.

### Cites i notes
1. ↑  Kazhdan   1991, pàg. 1620, 1917.
2. ↑  Trombley   1993, pàg. 438-439.
3. ↑  Kazhdan   1991, pàg. 772, 1334.
4. 1 2 3   Kazhdan   1991, pàg. 1334-1335.
5. ↑  Kazhdan   1991, pàg. 1335, 1620.
6. ↑  Droungos fou originalment en l'antiguitat tardana i alta edat mitjana un terme d'un contigent militar equivalent a un batalló però al segle xii el significat va ser aplicat a certes zones de muntanya o zigos i aplicat a àrees muntanyoses de la Grècia continental i a les milícies destinades a guardar els passos d'aquestes muntanyes (anteriorment clisura)
7. ↑  Nicoloudis   2003, pàg. 85-89.